# Jack Broughton
John "Jack" Broughton (født enten 1703 eller 1704, død 8. januar 1789) var en engelsk bokser (nævekæmper). Han var den første person i moderne tid, der kodificerede et sæt af regler til brug for afviklingen af nævekampe. Før Broughtons regler, var "reglerne" ganske uklare, og blev ofte fastsat fra kamp til kamp. Reglerne for afvikling af nævekampe i Broughtons amphiteater i London udviklede sig senere til London Prize Ring Rules, der anses som grundstenen for nutidens boksesport. London Prize Ring Rules blev i sidste halvdel af 1800-tallet afløst af Queensberryreglerne.

## Opvækst og unge år
Det er uklart, hvor og hvornår Broughton blev født, idet det angives at han blev født enten i London eller Gloucestershire. Har arbejdede som lærling i Londons havn, oprindeligt på de pramme, der fragtede gods fra skibene og ind til kajen, og senere som "waterman", hvor Broughton transporterede passagerer i robåd på Themsen. Broughtons fysiske størrelse gjorde ham velegnet til det hårde job; han var en efter datidens forhold stor mand på omkring 182 cm og vejede knap 90 kg. I 1730 vandt han den årlige ro-konkurrence blandt de nyuddannede lærlinge, verdens ældste ro-konkurrence "Doggett's Coat and Badge", der den dag i dag stadig afvikles.

## Tiden som nævekæmper
Broughton var elev hos James Figg og optrådte i dennes bokseakademi. Figg havde udpeget tre efterfølgere til at løfte arven efter sig; Bob Whittaker, George Taylor og Broughton. Da Figg i praksis trak sig tilbage omkring 1730 overtog Taylor Figgs bokseakademi. Op gennem 1730'erne kæmpede Broughton halv-professionelt og opnåede en betydelig anerkendelse. Han boksede en opvisningskamp mod James Figg i 1733, og vandt i 1734 en kamp mod Tom Pipes, der i henhold til nogen kilder var om det engelske mesterskab. I tiden frem til 1736 vandt han en række kampe, der af nogle kilder anses som værende om det engelske mesterskab, men det var først da Broughton i 1936 besejrede George Taylor, at Broughton med sikkerhed kunne betegnes som engelsk mester. Han boksede en række kampe frem til 1750 og var i den periode engelsk mester.
Der foreligger ikke mange rapporter om kampe fra den tid, men der synes ikke at være indikationer af, at Broughton i denne periode tabte en kamp. Efter at han trak sig tilbage, kaldte han sig "ubesejret", hvilket støttes af Kaptajn Godfrey i dennes fremstilling af engelsk boksning fra 1740.
Den 24. april 1741 kæmpede Broughton mod en modstander, George Stevenson, der kort efter kampen døde af sine kvæstelser. Broughton blev berørt af kampens udfald, og annoncerede i maj 1741, at han trak sig tilbage som bokser. To år senere i marts 1743 åbnede Broughton sit eget bokseakademi, hvor der blev afviklet nævekampe, men også kampe mellem kamphunde og bjørne, og kampe, der involverede våben (ikke ulig savate). Samtidig med åbningen af akademiet erklærede Broughton sig atter for engelsk mester. Den 16. august 1743 offentliggjorde Broughton sine første regler for afviklingen af boksekampe "Rules of the Ring", der gav bokserne i Broughtons akademi en smule beskyttelse.
Broughton kæmpede i perioden 1743-1746 en række kampe om det engelske mesterskab, men koncentrerede sig mere og mere om at drive sit akademi. I 1746 besejrede Broughton udfordreren Tom Smallwod i en titelkamp, men trak sig derefter i praksis tilbage. i 1747 introducerede Broughton handsker for sine boksere i akademiet, og Broughton anses således for "opfinderen" af den moderne boksehandske. Boksehandskerne (af Broughton kaldet "mufflers") var dog kun til brug for træningen, idet kampe i akademiet fortsat blev afviklet med de bare næver.
I 1750 vendte Broughton tilbage til ringen for at afgøre en uoverensstemmelse med en slagter fra Norwich, Jack Slack, der skulle have fornærmet Broughton. Broughton, der ikke havde tabt en kamp inden da, var klar favorit til at vinde. Broughtons daværende mæcen Hertugen af Cumberland (der var søn af Englands konge) siges at have været så overbevist om sejr til Broughton, at han satsede 10.000 engelske pund på sejr til Broughton, hvilket var en betydelig formue på daværende tidspunkt. Broughton begyndte godt, men efter få omganges boksning blev Broughton hårdt ramt i ansigtet, hvilket medførte kraftige hævelser om Broughtons øjne, således at han fik svært ved at se og måtte opgive at kæmpe videre. Hertugen mente, at Broughton havde opgivet for let og var rasende. Hertugen opgav støtten til Broughton, der måtte lukke sit akademi omkring 1753-54.
Efter lukning af akademiet fortsatte Broughton med at oplære boksere. Broughton åbnede en antikvitetsbutik og en en møbelhandel, og da Broughton døde, efterlod han 6.000 pund til de efterladte.
Ud over boksekarrieren gjorde Broughton tjeneste i Yeomen of the Guard (den britiske monarks væbnere, også kaldet Beefeaters), og han deltog i den egenskab ved Slaget ved Dettingen, der var det sidste slag hvori en britisk monark kæmpede i et slag.

## Eftermæle
Ved sin død i 1789 blev Broughton stedt til hvile i Westminster Abbey i London. Gravstenen bar ingen gravskrift i næsten 200 år, idet kirkens dekan ikke fandt Broughtons ønske om gravskrift passende. Først i 1988 blev Broughtons ønske opfyldt, og stenen bærer nu inskriptionen "Champion of England".
Broughtons bidrag til boksesporten er betydeligt. Forinden Broughton havde nævekampene haft karakter af vilde slåskampe med kun få regler (om nogen overhovedet), men Broughton fik udviklet en række teknikker, hvor slag kunne pareres, undviges eller blokeres, ligesom Broughton udviklede teknikker til at støde på vej væk fra sin modstander. Broughtons teknik gjorde, at han i samtiden blev anset som næsten urørlig. Broughtons 7 grundlæggende regler for boksekampe dannede grundlag for boksesporten helt frem til 1838, da London Prize Ring Rules blev kraftigt udvidet. Broughtons introduktion af boksehandsker, der under træning skulle skåne hans elever for "ubehageligheder i form af blå øjne, brækkede kæber og blodige næser", var ligeledes en væsentlig nyskabelse for den spirende boksesport.
Broughton var blandt de første boksere, der som de første blev optaget i International Boxing Hall of Fame, hvor han blev optaget som en af boksesportens pionerer. I 1950 prydede Jack Broughton forsiden af boksemagasinet The Ring